# Batalha do Museu
La Batalha do Museu es un colectivo cultural y un ejemplo de un evento de batalla de Freestyle rap que ocurre en Brasília, Distrito Federal, Brasil, creado en 2012 por Gerson Macedo de Oliveira, también conocido como Zen MC. Las batallas de rap se han vuelto bastante populares en Brasília, reuniendo seguidores en todas las regiones locales. Actualmente, hay 37 batallas de Rap en Brasília, desde el Museo Nacional hasta la terminal de Ceilândia, los raperos participan en batallas de freestyle, creando así visibilidad en la arte urbana.

## Historia
En 2012, Gerson Macedo quería practicar sus habilidades de Freestyle rap, por lo que creó el evento Batalha do Museu. Al principio, pocos MC asistían al festival, aunque en un par de meses, el evento Batalha do Museu creció considerablemente y atrajo a un público más amplio. En 2018, hubo cierta controversia cuando MC Zen hizo un freestyle sobre el gobernador Rodrigo Rollemberg, quien estuvo presente en el evento.
En 2022, la Batalha do Museu fue sede de la Freestyle Master Series (FMS), organizando la ronda de clasificación Brasiliense. Los artistas que participaron del evento fueron: Zen, Vitu, Menezes, Japa, Durap, CN, Tonhão, Kadoshi, Levinsk, Ruto, Dias, Motta, MT, CS y Gomes.
Otro destaque es la presencia de mujeres en el evento Batalha do Museu. Una de las organizadoras de la Batalha das Gurias, MC Lis muestra que el poder femenino en Brasilia es fuerte. Sin embargo, esto se mantiene gracias al enfoque que tienen para continuar en el negocio del Hip-Hop. Hay niños que también participan en el evento Batalha do Museu. Se destaca MC BMO, quien con apenas 13 años de edad ha ganado varias batallas.
La Batalha do Museu logra reunir a varios rappers de Brasília para compartir la cultura, una de las partes más importantes para formar una sociedad.
Algunos artistas surgieron después de ganar visibilidad nacional a través de la Batalha do Museu, artistas como: Alves, Biro Ribeiro, Emtee Beats, Froid, Murica y Jean Tassy.

## Modo de funcionamiento
Las batallas suelen comenzar con un lanzamiento de moneda. Los MCs que quieran participar deben dar su nombre y, normalmente, se sortean 16 personas. En cada ronda se eliminan los MC para que, al final, se elija al ganador. Dentro de las batallas hay modelos establecidos.

## Competiciones de batalla de MCs

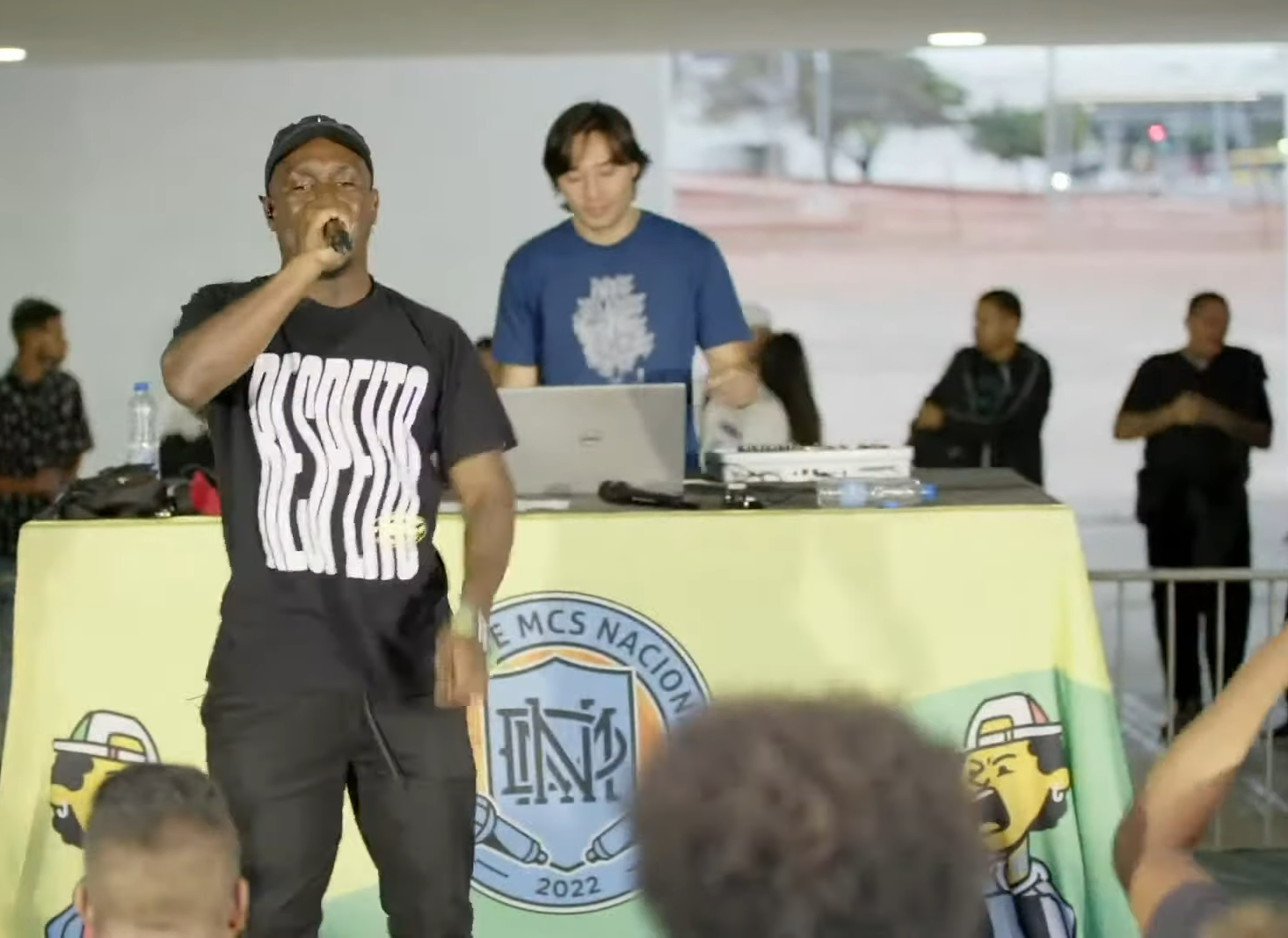
Douglas Din y Emtee Beats en el campeonato de batalla de MCs de Brasília en 2022.

Todos los años, la Batalha do Museu realiza una competencia entre MCs de Brasilia para seleccionar uno para el Concurso Nacional de Batalla de MC, que generalmente se realiza en Belo Horizonte. Por lo tanto, el MC que represente a Brasilia tendrá la oportunidad de convertirse en el MC campeón de Brasil. En 2019, el ganador de Brasilia fue el rapero Hate Aleatório. 16 MCs participaron en la competencia y Emtee Beats fue el DJ del evento, tocando los instrumentos utilizados en las batallas. La final fue entre Hate y MC Jhon. Hate dijo más tarde que entrenó durante 2 años para mejorar sus habilidades de rap de estilo libre.
En 2021, tres MC fueron elegidos a través del evento Batalha do Museu, siendo estos: Alves, Balota y Gomes. Eventualmente, Alves fue campeón del Duelo Nacional de MC's 2020, y la edición se llevó a cabo en 2021 debido a la Pandemia del COVID-19.
En 2022, se llevó a cabo la competencia de batalla de MC del estado de Brasilia, con Douglas Din como anfitrión del evento y Emtee Beats tocando los instrumentos y las canciones. También hubo varias competencias de MC en varios otros estados brasileños, como Amapá, Río de Janeiro, São Paulo, entre otros.